# 埼玉県立羽生高等学校
埼玉県立羽生高等学校（さいたまけんりつはにゅうこうとうがっこう）は、埼玉県羽生市加羽ヶ崎にある定時制昼間部および夜間部、普通科、単位制の県立高等学校。

## 沿革
- 1948年（昭和23年） 埼玉県立不動岡高等学校羽生分校として開校
- 1967年（昭和42年） 羽生市外二市組合設立、組合設置の高等学校として認可、埼玉県羽生高等学校と改称
- 1971年（昭和46年） 埼玉県に移管、埼玉県立羽生高等学校と改称
- 1971年（昭和46年） 校歌制定
- 1998年（平成10年） 単位制による定時制課程に改編
- 2007年（平成19年） 創立60周年記念式典挙行

## クラブ
運動部
- 陸上競技部
- 野球部
- サッカー部
- バスケットボール部
- バレーボール部
- 剣道部
- 柔道部
- 弓道部
- バドミントン部
- 卓球部
- ハイキング部
- テニス部

文化部
- 書道部
- 音楽部
- 美術部
- 写真部
- 文芸部
- パソコン部
- あいあいクッキング部
- 軽音楽同好会
- ボランティア同好会
- 箏曲同好会
- 演劇同好会

## 軟式野球部
- 2005年（平成17年） 埼玉県県民総合大会優勝　全国高校定時制・通信制大会1回戦敗退

## 交通
- 羽生駅より徒歩15分